# サンボアンガ国際空港
サンボアンガ国際空港（サンボアンガこくさいくうこう、英: Zamboanga International Airport）は、フィリピン共和国の南部サンボアンガ市にある国際空港。ダバオ市のフランシスコ・バンゴイ国際空港とミサミス・オリエンタルのラギンディガン国際空港に次いで、ミンダナオ島で3番目に利用者が多い。国際空港という名前がついているが、フィリピンの民間航空局によってクラス1の主要国内空港として分類されている。
Aero Majestic Airways、エアフィル・エクスプレスが本空港をハブ空港として運航している。

## 歴史
この空港は、サンボアンガのすぐ北にある日本の飛行場を置き換えるため、アメリカの飛行場「モレットフィールド」として建設された。滑走路は約1,400メートルで、南西から北東に伸びていた。また、滑走路の両側には、2つの隣接する誘導路が設置された。1945年には、飛行場には約300機の航空機が飛んでいた。その大多数は、ミンダナオ島でのアメリカ陸軍とフィリピン陸軍の歩兵作戦を支援していた第24海兵航空群のアメリカ海兵隊の航空機だった。
戦後、民間空港として開業し、フィリピン航空がマレーシアのラブアンやサンダカンなどへ、近距離国際線を飛ばした。また、マレーシア航空によるコタキナバル線も運航された。 しかし、これらの国際線は廃止された。2004年12月10日、サウスフェニックス航空はマレーシアのサンダカンとコタキナバル線に就航したが、最終的には運休した。同様に、エアアジア・ゼストは2007年5月2日にサンダカンへの運航を開始した。
フィリピンの他のすべての国際空港とともに、2004年8月4日にグロリア・マカパガル・アロヨ大統領が署名した大統領令第341号に基づき、マニラ国際空港局の管理下に置かれた。
2013年のサンボアンガ市危機の間、空港は閉鎖され、空港から40キロメートル(25マイル)以内に飛行禁止区域が施行された。9月19日、治安状況が改善したため、空港は民間便の運航を再開した。
2021年9月28日、修復・拡張された旅客ターミナルが開業した。

## 空港移転計画
2007年、サンボアンガ市から約12.75 km、バランガイタラバーンとタルクサンガイの間にある104ヘクタールの区画に空港を移転する計画があった。この計画は資金不足のために中断された。
現在、バランガイメルセデスとタラバーンの間の、都市から17キロメートル離れている175ヘクタールの土地への移転計画がある。測量作業は2022年4月に開始され、土地取得は9月16日に開始した。139億ポンドの費用がかかる新空港には、年間800万人の乗客を収容できる最先端の旅客ターミナルビル、6つのジェットブリッジ、管制塔、3,440メートル(11,290フィート)の滑走路が建設される予定となっている。
2023年1月30日、新空港の土地取得が2024年までに完了するはずだと発表した。新サンボアンガ国際空港の建設は2025年に開始され、2030年の運用を目標としている。

## 歴史
空港は、サンボアンガのすぐ北にある日本の飛行場を置き換えるため、モレットフィールドという米軍基地として建設された。完成したとき、滑走路は約1,400メートル(4,500フィート)の長さで、南西から北東に伸びていた。滑走路の両側には、護岸エリアのある2つの隣接する誘導路があった。1945年には、飛行場から約300機の航空機が飛んでいて、その大多数は、ミンダナオ島でのアメリカ陸軍とフィリピン陸軍の歩兵作戦を支援していた第24海兵航空群のアメリカ海兵隊の航空機だった。
戦後、民間空港として、フィリピン航空がマレーシアのラブアンやサンダカンなど、近距離国際線サービスを提供していた。マレーシア航空によるコタキナバル線、ブラク航空によるインドネシアのタラカン線も運航されていた。 しかし、これらの国際線は最終的に廃止された。
2004年8月4日にグロリア・マカパガル・アロヨ大統領が署名した大統領令第341号に基づき、マニラ国際空港局の管理下に置かれた。
US-RP協定により、バリカタン軍事演習が市内で開催されている間、アメリカ空軍がこの空港を使用した。サンボアンガ国際空港に着陸したことのある最大の航空機は、アメリカの訓練任務のために飛来したアントノフAn-124-100ルスランです。ノースアメリカン航空のボーイング757-200は、グアムからアメリカ兵を輸送するためにチャーターされた。沖縄からのボーイングC-17グローブマスターIIIも、時々サンボアンガに飛来する。ジェミニ・エア・カーゴのDC-10は、かつてサンボアンガ空港に停泊し、米空軍の訓練に必要な資材を輸送していた。
2013年のサンボアンガ市危機の間、空港閉鎖され、空港から40キロメートル(25マイル)以内に飛行禁止区域が施行された。9月19日、治安状況が改善したため、空港は民間便の運航を再開した。
2021年9月28日、修復・拡張された旅客ターミナルが開業した。

## 今後の計画
2007年、サンボアンガ市から約12.75 km(7.92マイル)のバランガイタラバーンとタルクサンガイの間にある104ヘクタール(260エーカー)の区画に空港を移転する計画があったが、この計画は資金不足のために中断された。
現在のプロジェクトでは、都市から17キロメートル(11マイル)離れている、バランガイメルセデスとタラバーンの175ヘクタール(430エーカー)のエリアに新空港を建設する予定になっている。測量作業は2022年4月に開始され、土地取得は9月16日に開始された。年間800万人の乗客を収容できる最先端の旅客ターミナルビル、6つのジェットブリッジ、管制塔、3,440メートル(11,290フィート)の滑走路が建設予定。
2023年1月30日に開催されたダリペのファーストSOCAで。彼は、新空港の土地取得が2024年までに完了するはずだと発表しました。新サンボアンガ国際空港の建設は2025年に開始され、2030年の運用を目標としています。

## 構造

### 滑走路
幅45メートル、長さ2,610メートル(8,560フィート)の滑走路が1本あり、滑走路09/27として運用されている。ボーイング737とエアバスA320などの小型ジェット機が離着陸する。また、幅5メートルの誘導路もある。滑走路はエアバスA350やボーイング747のような大型航空機も利用できるが、大型航空機の着陸を容易にするために必要な設備が不足している。そのため、滑走路を3,000メートル(9,800フィート)に延長する計画があり、さらに大きな航空機を受け入れることができるようになる。なお、滑走路は24時間運用が可能になっている。滑走路は現在、空港とエドウィン・アンドリュース空軍基地(EAAB)で共有している。航空機のほか、軍用ジェット機なども、この滑走路で着陸および離陸を行う。

## 就航航空会社と就航都市

### 国内線
| 航空会社             | 就航地 |
| -------------------- | --- |
| PAL エクスプレス     | ニノイ・アキノ国際空港（マニラ）、マクタン・セブ国際空港（セブ）、ダバオ国際空港（ダバオ）、ホロ、コタキナバル国際空港（タウイタウイ州）                                     |
| セブパシフィック航空 | ニノイ・アキノ国際空港（マニラ）、ラギンディガン国際空港（カガヤン・デ・オロ）、マクタン・セブ国際空港（セブ）、ダバオ国際空港（ダバオ）、サンガサンガ空港（タウイタウイ州） |

### 国際線
| 航空会社                 | 就航地                                                   |
| ------------------------ | -------------------------------------------------------- |
| エアフィル・エクスプレス | コタキナバル空港(季節)（マレーシア、サバ州コタキナバル） |

### 貨物便
- 2GO
- Pacific East Asia Cargo Airlines

## 2010年統計
統計はthe Civil Aviation Authority of the Philippinesより
| 利用者数 | 発着数 | 貨物取扱量 |
| -------- | ------ | ---------- |
| 623,639  | 3,805  | 8,965      |

## 事故、事件
- 1976年5月21日、フィリピン航空116便(ダバオ→マニラ)が6人のテロリストにハイジャックされ、サンボアンガに着陸することを余儀なくされた。5月23日、治安部隊との間で銃撃戦が勃発し、その間にハイジャック犯が手榴弾を発射し、航空機は激しく損傷した。乗客10人とハイジャック犯3人が死亡した。残りの3人のハイジャック犯は逮捕され、死刑を宣告された[8]。
- 2010年8月5日、スールー州知事アブドゥサクル・タンがマニラから到着した際、爆破事件が発生した。この事件で2人が死亡し、タンを含む数人が負傷した。爆破事件に関与した容疑者は、その後2016年に自首した。